# Enterosora trifurcata
Enterosora trifurcata là một loài dương xỉ trong họ Polypodiaceae. Loài này được L. L.E. Bishop mô tả khoa học đầu tiên năm 1992.